# Szeimu japán császár
Szeimu császár (成務天皇; Hepburn-átírással: Seimu-tennō) volt Japán 13. császára a hagyományos császári lista szerint. Vakatarasihiko no Szumeramikotoként is ismert. Uralkodását a hagyomány i. sz. 131 és 191 közé teszi. Úgy tartják, hogy ő nevezte ki az első tartományi kormányzókat és körzeti tisztviselőket.

## Élete
Szeimut a történészek egy mitikus császárnak tartják, aki valós személy lehetett. Keveset tudni róla. Kinmei (509?–571), a 29. császár uralkodása az első, amelyhez a kortárs történetírás ellenőrizhető dátumokat tud rendelni, viszont az elfogadott korai császári nevek és a hozzájuk társított dátumok „hagyományos” mivoltát egészen Kanmu (737–806), a Jamato-dinasztia 50. császárának uralkodásáig nem erősítették meg.
A Szeimu nevet halála után adták neki a későbbi nemzedékek.
Még ha Szeimu létezett is, bizonyítékok híján nem állíthatjuk, hogy használták volna a tennó címet uralma idejében. Sokkal valószínűbb, hogy egy törzsfőnök vagy egy helyi klán vezetője volt, és az általa irányított államközösség a mai Japán csak egy kis részét foglalta magába.
Apja Keikó császár, anyja pedig Jaszaka no Iri Bime no Mikoto, aki Szudzsin császár unokája és egyben Keikó elsőfokú unokatestvére.
Szeimu sírjának valódi helye ismeretlen. Emlékműve (miszaszagi) Narában található egy sintó szentélyben.
A Császári Háztartási Ügynökség ezt a helyet jelölte ki Szeimu császár mauzóleumának. Hivatalos neve Szaki no Tatanami no miszaszagi.
Szeimu sírja ma Miszaszagicsóban, Narában látogatható.

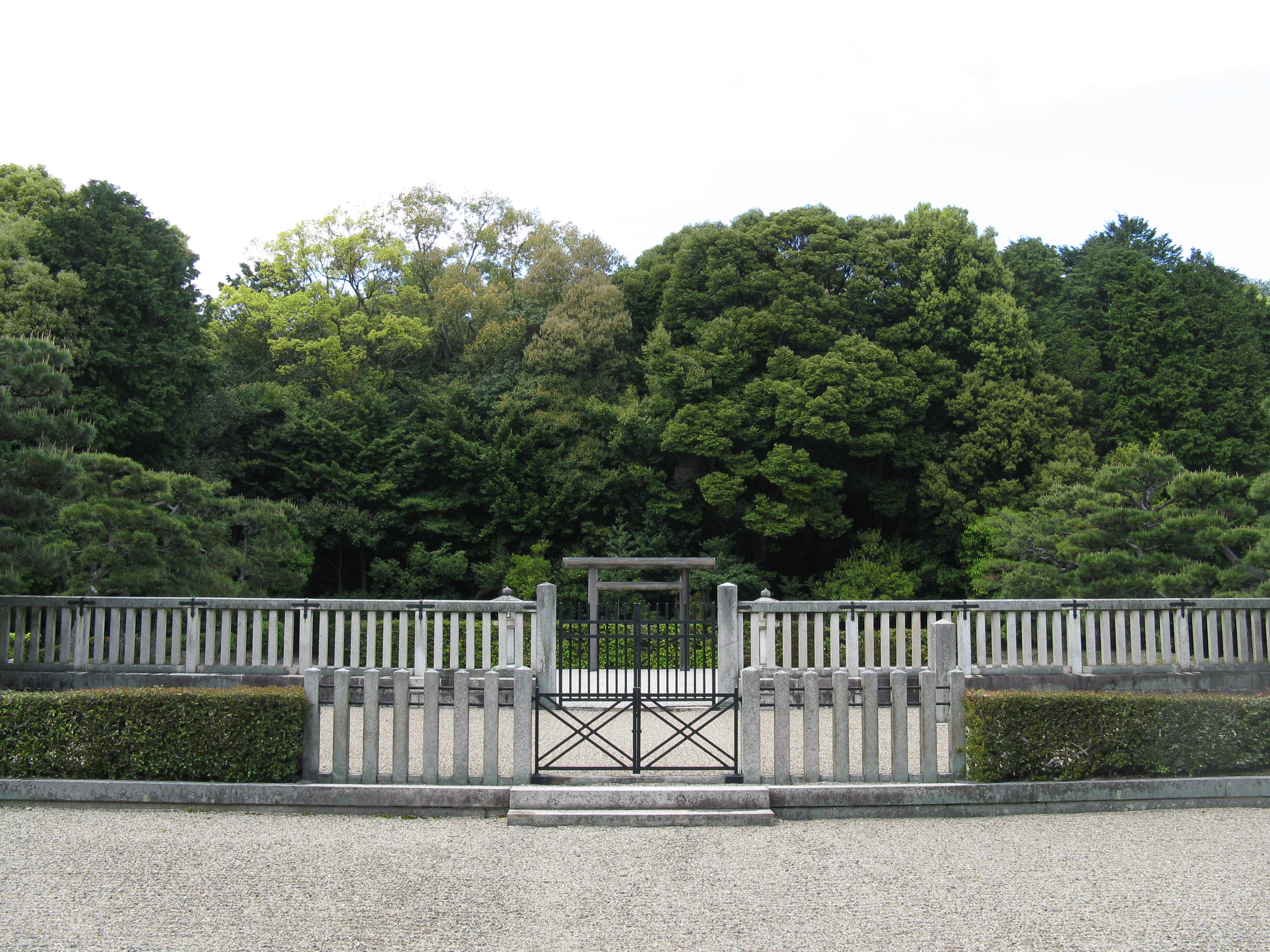
Sintó szentély és mauzóleum Szeimu császár tiszteletére.

## Fordítás
- Ez a szócikk részben vagy egészben  az   Emperor Seimu című angol Wikipédia-szócikk fordításán alapul.  Az eredeti cikk szerkesztőit annak laptörténete sorolja fel. Ez a jelzés csupán a megfogalmazás eredetét és a szerzői jogokat jelzi, nem szolgál a cikkben szereplő információk forrásmegjelöléseként.

| Előző uralkodó: Keikó | Japán császár 131 – 191 | Következő uralkodó: Csúai |